# بوريل سميث
بوريل سميث (بالإنجليزية: Burrell Smith)‏ هو مهندس أمريكي، ولد في 16 ديسمبر 1955 في نيويورك في الولايات المتحدة.